# Bo gård

Bo gård är ett tidigare säteri beläget i området Bo på Lidingö. Bo gårds historik  går tillbaka till yngre järnåldern och räknas som den äldsta på Lidingö. Sedan 1940-talet ägs gården av Lidingö stad. I dag används Bo gård som fest- och möteslokal.

## Historik
Bo gård hette från början ”Vikby”, alltså byn i viken. Med viken avsågs nuvarande Kyrkviken. Av närliggande gravfält att döma var Vikby en betydande gård redan under forntiden. Troligen bodde här konungens eller jarlens förvaltare. Denna typ av gårdar kallades ibland ”Bo”. Under medeltiden utgjorde huvudgården på ”Bo” ett omfattande godskomplex som ägde de flesta gårdar och torpen på Lidingö. 
Gårdsanläggningen tycks sakna en huvudbyggnad, men en sådan var veterligen aldrig planerad. De nuvarande flygelbyggnaderna uppfördes år 1777 och två år senare blev Bo gård säteri. Byggnadskomplexet  består av två gulmålade, symmetrisk anordnade vinkelbyggnader och två raka rödmålade paviljonger som tillsammans omsluter en innergård. Byggnadsstilen är karolinsk som var vanligt vid 1700-talets mitt i Sverige. 
Den västra paviljongen uppfördes först år 1909. Flyglarna och den östra paviljongen har knuttimrade byggnadsstommar. Från början var fasaderna opanelade och rödmålade. Flyglarna panelades dock på 1830-talet och målades gula samtidigt byttes de ursprungliga takplåtarna mot tegelpannor. Interiört märks väggmålningar, kakelugnar i rokoko- och gustaviansk stil samt inredning tillverkad efter förebilder från sent 1770-tal.

## Nyare historik
År 1906 köptes Bo gård av Lidingö villastad och strax därefter började tomter avstyckas och säljas samt bebyggas i området kring Askrikevägen. Anläggningen förvärvades 1943 av Lidingö stad, som lät restaurera byggnaden mellan 1974 och 1975. Då ersattes takteglet av svart plåt och man beslöt även att låta flyglarna förbli gulmålade och endast måla paviljongerna i den ursprungliga, röda färgen. Av gårdens ekonomibyggnader är idag ingenting bevarat. Kvar finns endast Bo kvarn som var gårdens husbehovskvarn, uppförd 1816 på Kvarnbackens strax öster om gården. Bo kvarn är en av de äldsta väderkvarnarna i Stockholmstrakten som står på sin ursprungliga plats.

## Bilder

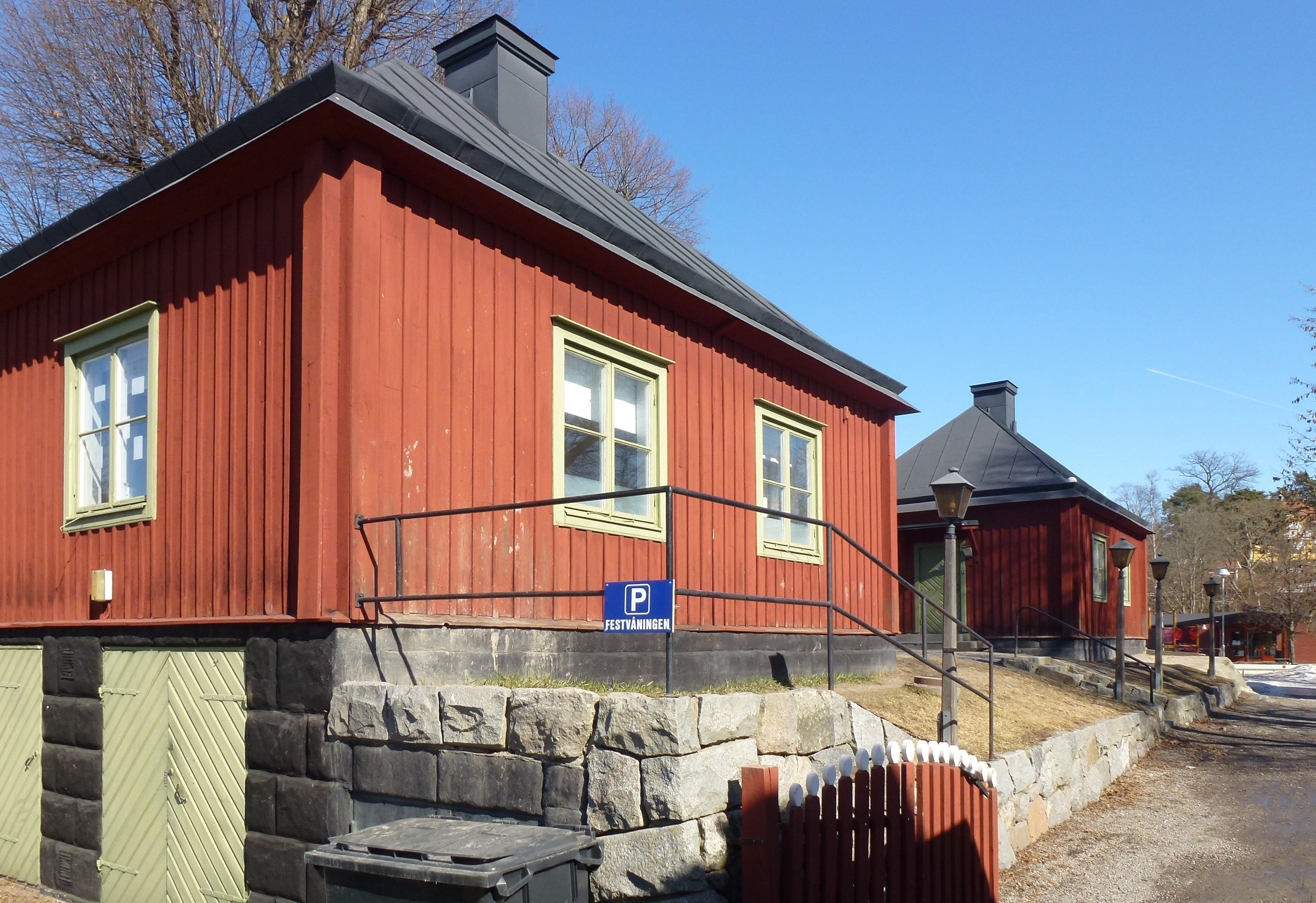
Västra paviljongen
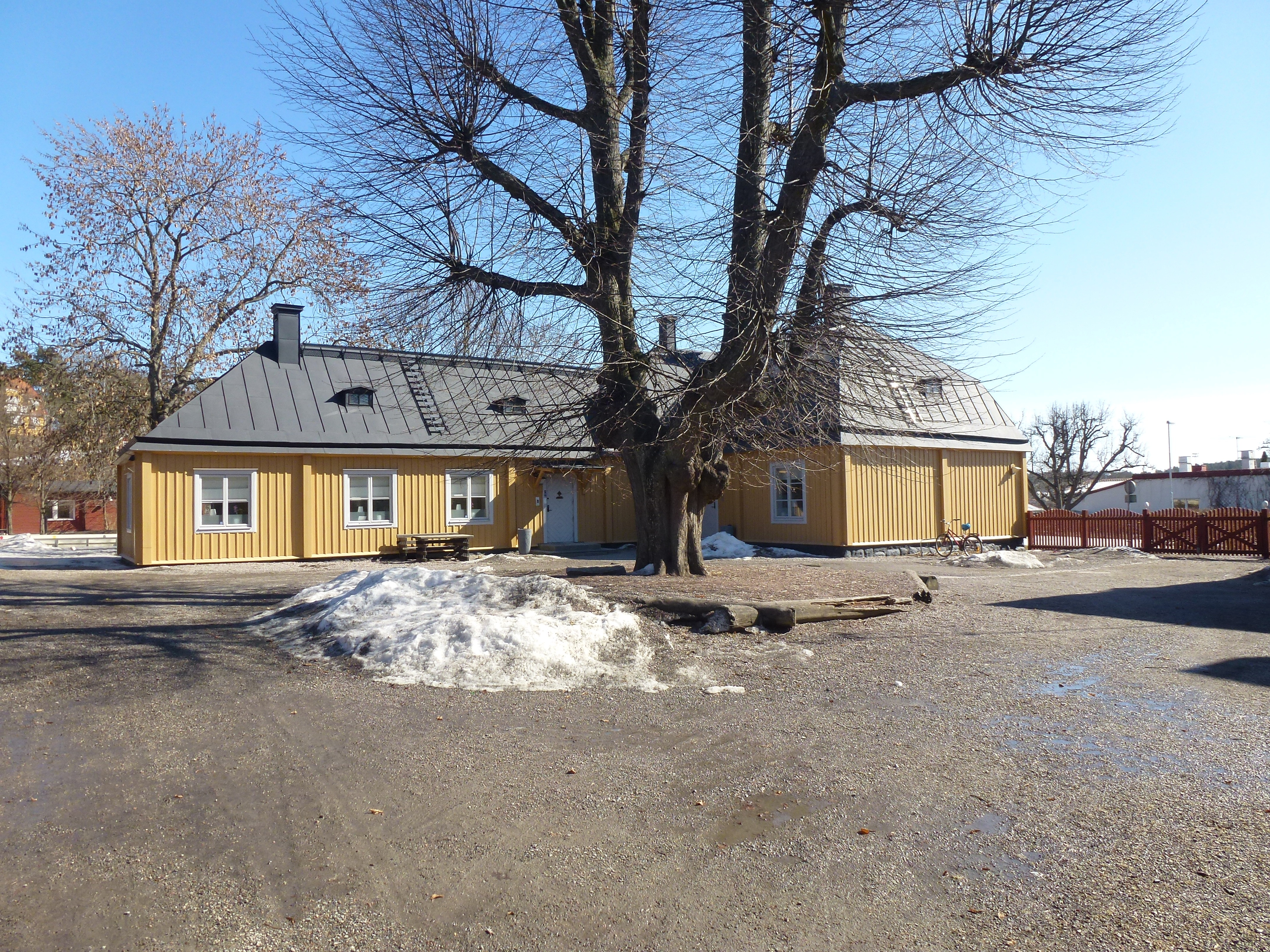
Östra flygeln
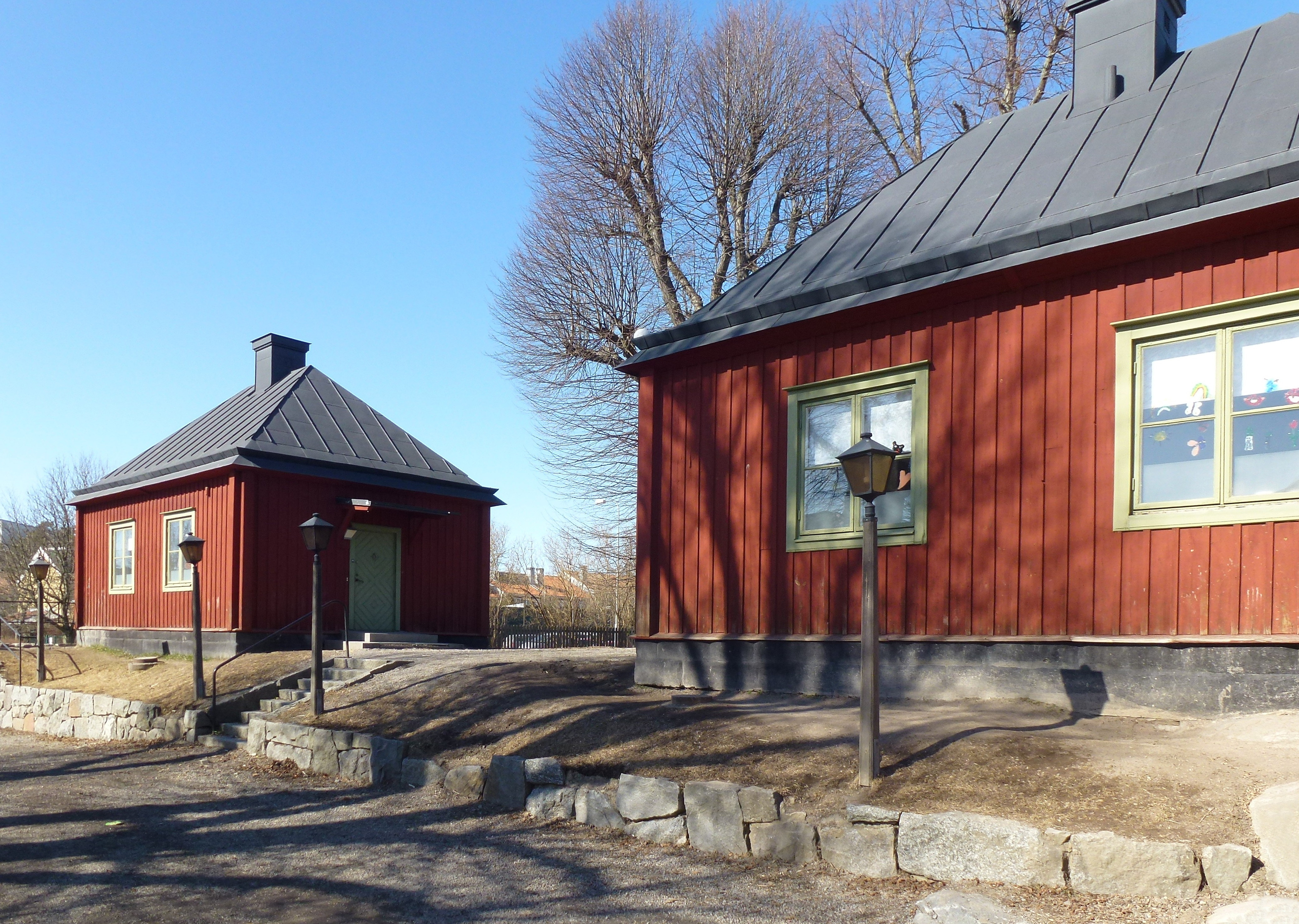
Västra och östra paviljongen
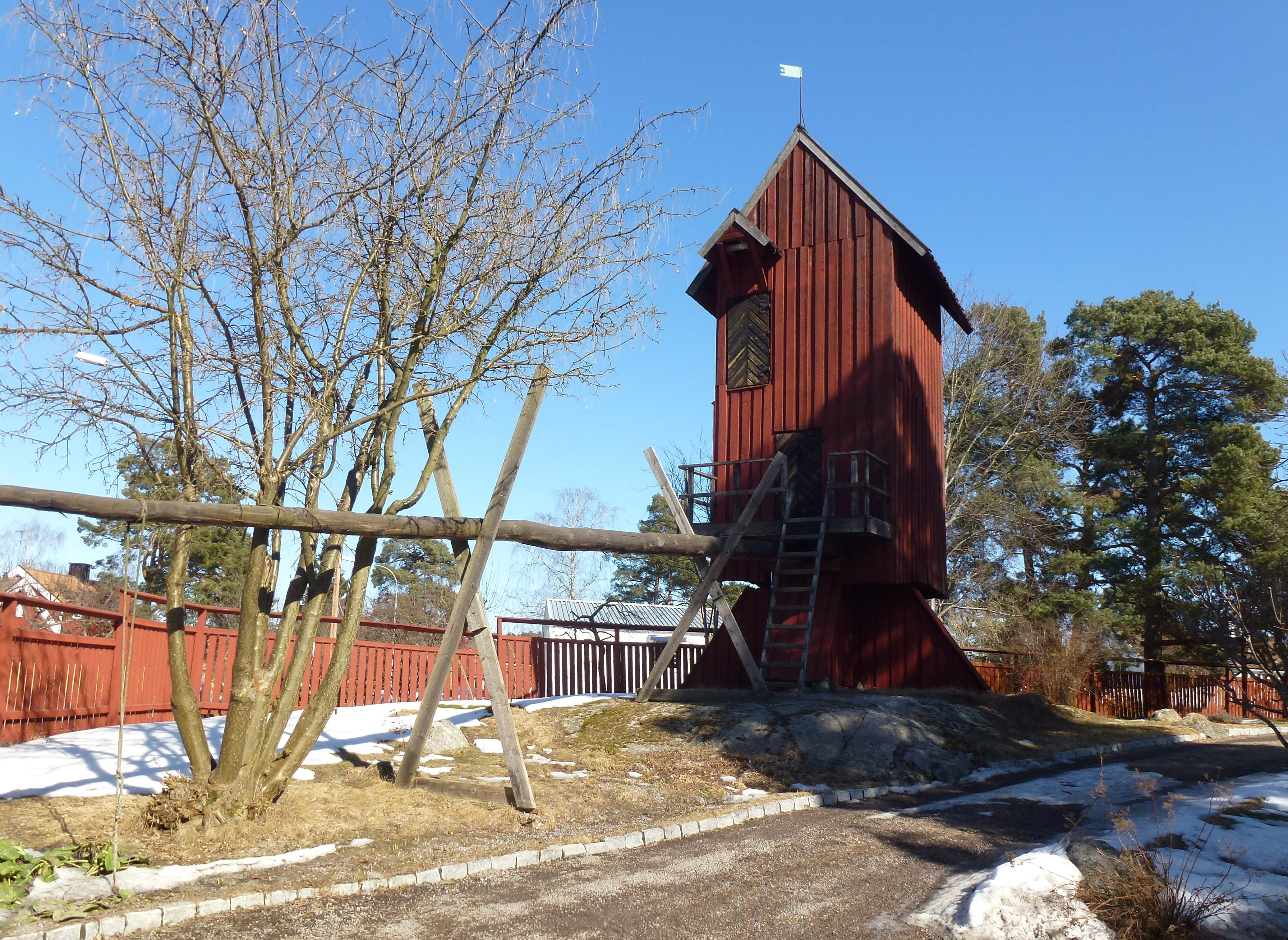
Bo kvarn